# Liste des titres musicaux numéro un au Royaume-Uni en 1967
Cette page liste les titres classés no 1 des ventes de disques au Royaume-Uni pour l'année 1967 selon The Official Charts Company.
Les classements hebdomadaires sont issus des UK Singles Chart et UK Albums Chart.

## Classement des singles
| №  | Date         | Artiste                        | Titre                                                | Référence |
| -- | ------------ | ------------------------------ | ---------------------------------------------------- | --------- |
| 1  | 5 janvier    | Tom Jones                      | Green, Green Grass of Home                           |           |
| 2  | 12 janvier   | Tom Jones                      | Green, Green Grass of Home                           |           |
| 3  | 19 janvier   | The Monkees                    | I'm a Believer                                       |           |
| 4  | 26 janvier   | The Monkees                    | I'm a Believer                                       |           |
| 5  | 2 février    | The Monkees                    | I'm a Believer                                       |           |
| 6  | 9 février    | The Monkees                    | I'm a Believer                                       |           |
| 7  | 16 février   | Petula Clark                   | This Is My Song                                      |           |
| 8  | 23 février   | Petula Clark                   | This Is My Song                                      |           |
| 9  | 2 mars       | Engelbert Humperdinck          | Release Me                                           |           |
| 10 | 9 mars       | Engelbert Humperdinck          | Release Me                                           |           |
| 11 | 16 mars      | Engelbert Humperdinck          | Release Me                                           |           |
| 12 | 23 mars      | Engelbert Humperdinck          | Release Me                                           |           |
| 13 | 30 mars      | Engelbert Humperdinck          | Release Me                                           |           |
| 14 | 6 avril      | Engelbert Humperdinck          | Release Me                                           |           |
| 15 | 13 avril     | Nancy Sinatra et Frank Sinatra | Somethin' Stupid                                     |           |
| 16 | 20 avril     | Nancy Sinatra et Frank Sinatra | Somethin' Stupid                                     |           |
| 17 | 27 avril     | Sandie Shaw                    | Puppet on a String                                   |           |
| 18 | 4 mai        | Sandie Shaw                    | Puppet on a String                                   |           |
| 19 | 11 mai       | Sandie Shaw                    | Puppet on a String                                   |           |
| 20 | 18 mai       | The Tremeloes                  | Silence Is Golden                                    |           |
| 21 | 25 mai       | The Tremeloes                  | Silence Is Golden                                    |           |
| 22 | 1er juin     | The Tremeloes                  | Silence Is Golden                                    |           |
| 23 | 8 juin       | Procol Harum                   | A Whiter Shade of Pale                               |           |
| 24 | 15 juin      | Procol Harum                   | A Whiter Shade of Pale                               |           |
| 25 | 22 juin      | Procol Harum                   | A Whiter Shade of Pale                               |           |
| 26 | 29 juin      | Procol Harum                   | A Whiter Shade of Pale                               |           |
| 27 | 5 juillet    | Procol Harum                   | A Whiter Shade of Pale                               |           |
| 28 | 12 juillet   | Procol Harum                   | A Whiter Shade of Pale                               |           |
| 29 | 19 juillet   | The Beatles                    | All You Need Is Love                                 |           |
| 30 | 26 juillet   | The Beatles                    | All You Need Is Love                                 |           |
| 31 | 2 août       | The Beatles                    | All You Need Is Love                                 |           |
| 32 | 9 août       | Scott McKenzie                 | San Francisco (Be Sure to Wear Flowers in Your Hair) |           |
| 33 | 16 août      | Scott McKenzie                 | San Francisco (Be Sure to Wear Flowers in Your Hair) |           |
| 34 | 23 août      | Scott McKenzie                 | San Francisco (Be Sure to Wear Flowers in Your Hair) |           |
| 35 | 30 août      | Scott McKenzie                 | San Francisco (Be Sure to Wear Flowers in Your Hair) |           |
| 36 | 6 septembre  | Engelbert Humperdinck          | The Last Waltz                                       |           |
| 37 | 13 septembre | Engelbert Humperdinck          | The Last Waltz                                       |           |
| 38 | 20 septembre | Engelbert Humperdinck          | The Last Waltz                                       |           |
| 39 | 27 septembre | Engelbert Humperdinck          | The Last Waltz                                       |           |
| 40 | 4 octobre    | Engelbert Humperdinck          | The Last Waltz                                       |           |
| 41 | 11 octobre   | Bee Gees                       | Massachusetts                                        |           |
| 42 | 18 octobre   | Bee Gees                       | Massachusetts                                        |           |
| 43 | 25 octobre   | Bee Gees                       | Massachusetts                                        |           |
| 44 | 1er novembre | Bee Gees                       | Massachusetts                                        |           |
| 45 | 8 novembre   | The Foundations                | Baby Now That I've Found You                         |           |
| 46 | 15 novembre  | The Foundations                | Baby Now That I've Found You                         |           |
| 47 | 22 novembre  | Long John Baldry               | Let the Heartaches Begin                             |           |
| 48 | 29 novembre  | Long John Baldry               | Let the Heartaches Begin                             |           |
| 49 | 6 décembre   | The Beatles                    | Hello, Goodbye                                       |           |
| 50 | 13 décembre  | The Beatles                    | Hello, Goodbye                                       |           |
| 51 | 20 décembre  | The Beatles                    | Hello, Goodbye                                       |           |
| 52 | 27 décembre  | The Beatles                    | Hello, Goodbye                                       |           |

## Classement des albums
| №  | Date         | Artiste           | Titre                                                              | Référence |
| -- | ------------ | ----------------- | ------------------------------------------------------------------ | --------- |
| 1  | 1er janvier  | Divers artistes   | Bande originale du film La Mélodie du bonheur (The Sound of Music) |           |
| 2  | 8 janvier    | Divers artistes   | Bande originale du film La Mélodie du bonheur (The Sound of Music) |           |
| 3  | 15 janvier   | Divers artistes   | Bande originale du film La Mélodie du bonheur (The Sound of Music) |           |
| 4  | 22 janvier   | Divers artistes   | Bande originale du film La Mélodie du bonheur (The Sound of Music) |           |
| 5  | 29 janvier   | The Monkees       | The Monkees                                                        |           |
| 6  | 5 février    | The Monkees       | The Monkees                                                        |           |
| 7  | 12 février   | The Monkees       | The Monkees                                                        |           |
| 8  | 19 février   | The Monkees       | The Monkees                                                        |           |
| 9  | 26 février   | The Monkees       | The Monkees                                                        |           |
| 10 | 5 mars       | The Monkees       | The Monkees                                                        |           |
| 11 | 12 mars      | The Monkees       | The Monkees                                                        |           |
| 12 | 19 mars      | Divers artistes   | Bande originale du film La Mélodie du bonheur                      |           |
| 13 | 26 mars      | Divers artistes   | Bande originale du film La Mélodie du bonheur                      |           |
| 14 | 2 avril      | Divers artistes   | Bande originale du film La Mélodie du bonheur                      |           |
| 15 | 9 avril      | Divers artistes   | Bande originale du film La Mélodie du bonheur                      |           |
| 16 | 16 avril     | Divers artistes   | Bande originale du film La Mélodie du bonheur                      |           |
| 17 | 23 avril     | Divers artistes   | Bande originale du film La Mélodie du bonheur                      |           |
| 18 | 30 avril     | Divers artistes   | Bande originale du film La Mélodie du bonheur                      |           |
| 19 | 7 mai        | The Monkees       | More of the Monkees                                                |           |
| 20 | 14 mai       | Divers artistes   | Bande originale du film La Mélodie du bonheur                      |           |
| 21 | 21 mai       | The Monkees       | More of the Monkees                                                |           |
| 22 | 28 mai       | Divers artistes   | Bande originale du film La Mélodie du bonheur                      |           |
| 23 | 4 juin       | The Beatles       | Sgt. Pepper's Lonely Hearts Club Band                              |           |
| 24 | 11 juin      | The Beatles       | Sgt. Pepper's Lonely Hearts Club Band                              |           |
| 25 | 18 juin      | The Beatles       | Sgt. Pepper's Lonely Hearts Club Band                              |           |
| 26 | 25 juin      | The Beatles       | Sgt. Pepper's Lonely Hearts Club Band                              |           |
| 27 | 2 juillet    | The Beatles       | Sgt. Pepper's Lonely Hearts Club Band                              |           |
| 28 | 9 juillet    | The Beatles       | Sgt. Pepper's Lonely Hearts Club Band                              |           |
| 29 | 16 juillet   | The Beatles       | Sgt. Pepper's Lonely Hearts Club Band                              |           |
| 30 | 23 juillet   | The Beatles       | Sgt. Pepper's Lonely Hearts Club Band                              |           |
| 31 | 30 juillet   | The Beatles       | Sgt. Pepper's Lonely Hearts Club Band                              |           |
| 32 | 6 août       | The Beatles       | Sgt. Pepper's Lonely Hearts Club Band                              |           |
| 33 | 13 août      | The Beatles       | Sgt. Pepper's Lonely Hearts Club Band                              |           |
| 34 | 20 août      | The Beatles       | Sgt. Pepper's Lonely Hearts Club Band                              |           |
| 35 | 27 août      | The Beatles       | Sgt. Pepper's Lonely Hearts Club Band                              |           |
| 36 | 3 septembre  | The Beatles       | Sgt. Pepper's Lonely Hearts Club Band                              |           |
| 37 | 10 septembre | The Beatles       | Sgt. Pepper's Lonely Hearts Club Band                              |           |
| 38 | 17 septembre | The Beatles       | Sgt. Pepper's Lonely Hearts Club Band                              |           |
| 39 | 24 septembre | The Beatles       | Sgt. Pepper's Lonely Hearts Club Band                              |           |
| 40 | 1er octobre  | The Beatles       | Sgt. Pepper's Lonely Hearts Club Band                              |           |
| 41 | 8 octobre    | The Beatles       | Sgt. Pepper's Lonely Hearts Club Band                              |           |
| 42 | 15 octobre   | The Beatles       | Sgt. Pepper's Lonely Hearts Club Band                              |           |
| 43 | 22 octobre   | The Beatles       | Sgt. Pepper's Lonely Hearts Club Band                              |           |
| 44 | 29 octobre   | The Beatles       | Sgt. Pepper's Lonely Hearts Club Band                              |           |
| 45 | 5 novembre   | The Beatles       | Sgt. Pepper's Lonely Hearts Club Band                              |           |
| 46 | 12 novembre  | Divers artistes   | Bande originale du film La Mélodie du bonheur                      |           |
| 47 | 19 novembre  | The Beatles       | Sgt. Pepper's Lonely Hearts Club Band                              |           |
| 48 | 26 novembre  | Divers artistes   | Bande originale du film La Mélodie du bonheur                      |           |
| 49 | 3 décembre   | Divers artistes   | Bande originale du film La Mélodie du bonheur                      |           |
| 50 | 10 décembre  | Divers artistes   | Bande originale du film La Mélodie du bonheur                      |           |
| 51 | 17 décembre  | The Beatles       | Sgt. Pepper's Lonely Hearts Club Band                              |           |
| 52 | 24 décembre  | The Beatles       | Sgt. Pepper's Lonely Hearts Club Band                              |           |
| 53 | 31 décembre  | Val Doonican (en) | Val Doonican Rocks But Gently                                      |           |

## Meilleures ventes de l'année
| Singles | Albums |
| --- | --- |
| 1. Engelbert Humperdinck – Release Me 2. Engelbert Humperdinck - The Last Waltz 3. Engelbert Humperdinck – There Goes My Everything 4. The Beatles - All You Need Is Love 5. The Beatles - Penny Lane / Strawberry Fields Forever 6. Procol Harum - A Whiter Shade of Pale 7. Sandie Shaw - Puppet on a String 8. Petula Clark - This Is My Song 9. Frank & Nancy Sinatra - Somethin' Stupid 10. The Tremeloes - Silence Is Golden | 1. The Beatles – Sgt. Pepper's Lonely Hearts Club Band 2. Divers artistes - Bande originale du film La Mélodie du bonheur (The Sound of Music) 3. The Beach Boys - Best of The Beach Boys 4. The Monkees - The Monkees 5. Maurice Jarre - Bande originale du film Le Docteur Jivago (Doctor Zhivago) 6. The Monkees - More of the Monkees 7. Divers artistes - Un violon sur le toit (Fiddler on the Roof) (Original London Cast) 8. Herb Alpert & Tijuna Brass - Going Places 9. The Seekers - Come the Day 10. Tom Jones - Green Green Grass of Home |